# 阿德拉达斯
阿德拉达斯，是西班牙卡斯蒂利亚-莱昂索里亚省的一个市镇。总面积68平方公里，总人口102人（2001年），人口密度2人/平方公里。